# Рашґе Шавур
Рашґе Шавур (перс. رشگ شاوور) — містечко в Ірані, остані Хузестан, шахрестані Шуш, бахші Шавур, дехестані Шавур. За даними перепису 2006 року, його населення становило 8344 особи, що проживали у складі 1294 сімей.